# Othmane Belfaa
Othmane Belfaa (arabisch عثمان بلفاع; * 18. Oktober 1961 in Lille, Frankreich) ist ein ehemaliger algerischer Leichtathlet. Seine Spezialdisziplin war der Hochsprung.
Internationale Aufmerksamkeit erregte Othmane Belfaa erstmals 1979, als er mit 2,15 m Afrikameister wurde.
Für Algerien nahm er bei den Olympischen Spielen 1980 in Moskau teil. Jedoch scheiterte er an der für das Finale geforderten Qualifikationshöhe von 2,21 m deutlich. Mit übersprungenen 2,05 m lag er nur auf Platz 13 in seiner Gruppe und schied damit aus.
Erfolgreicher gestaltete sich für Belfaa das Jahr 1983. So konnte er in Casablanca die Maghreb Athletic Championships mit 2,18 m gewinnen. Bei den Arab Athletics Championships im jordanischen Amman erreichte er mit 2,28 m seine persönliche Bestleistung, die ihm die Goldmedaille einbrachte. Eine weitere Goldmedaille gab es bei den Mittelmeerspielen, die wiederum in Casablanca stattfanden. Hier schaffte Belfaa 2,26 m.
Bei den Hallenweltspielen 1985 in Bercy, einem Vorläufer der Leichtathletik-Hallenweltmeisterschaften, erreichte Belfaa mit 2,27 m Platz 3.  1987 konnte er seinen Titel bei den Arab Athletics Championships, diesmal in Algier, mit 2,20 m verteidigen. Im gleichen Jahr gewann er den Hochsprung-Wettbewerb mit 2,19 m bei den Afrikaspielen in Nairobi. 1989 wurde er in Kairo zum dritten Mal arabischer Meister, diesmal reichten 2,16 m zum Sieg. Im gleichen Jahr wurde er in Lagos ein zweites Mal Afrikameister mit übersprungenen 2,20 m. Den Titel konnte er 1990 in Kairo mit 2,16 m verteidigen.
Ebenfalls 1990 gewann Othmane Belfaa ein weiteres Mal die Maghreb-Meisterschaft. Mit 2,20 m gewann er Gold in Algier. 1991 kam eine weitere Goldmedaille bei den Mittelmeerspielen in Athen hinzu. Belfaa erzielte hier noch einmal 2,28 m. Bei den Afrikaspielen im gleichen Jahr in Kairo gewann er mit 2,18 m. 1992 reichten bei den Afrikameisterschaften 2,16 m zu Platz 2 hinter seinem Landsmann Yacine Mousli.